# Patrick Dirksmeier
Patrick Dirksmeier es un deportista alemán que compitió en triatlón. Ganó una medalla de oro  en el Campeonato Europeo de Triatlón de Media Distancia de 2017.

## Palmarés internacional
| Campeonato Europeo | Campeonato Europeo  | Campeonato Europeo | Campeonato Europeo |
| Año                | Lugar               | Medalla            | Prueba             |
| ------------------ | ------------------- | ------------------ | ------------------ |
| 2017               | Herning (Dinamarca) | Medalla de oro     | Individual         |